# Ion Nunweiller
Ion Nunweiller (Piatra Neamț, 9 de enero de 1936 - Bucarest, 3 de febrero de 2015) fue un entrenador y futbolista rumano que jugaba en la demarcación de defensa.

## Trayectoria

### Como futbolista
Debutó como futbolista en 1956 con el FC Dinamo de Bucarest, donde jugó las diez primeras temporadas de su carrera deportiva. Tuvieron que pasar seis años para que Nunweiller ganase su primer título con el club. Ganó la Liga 1 —título que repetiría en los tres años siguientes—, y una Copa de Rumania en 1964. Tras 252 partidos de liga y 19 goles, se fue traspasado por tres años al Fenerbahçe SK turco. En su primera temporada con el equipo ganó la Superliga de Turquía, la Copa de Turquía y la Supercopa de Turquía, haciendo así un triplete. Dos años después, en su último año con el club, ganó de nuevo una Superliga de Turquía. En 1970 volvió al club que le vio debutar por dos años, añadiendo otra Liga 1 a su palmarés. Finalmente, en 1972 deja el puesto de defensa para ejercer el cargo de entrenador.

### Como entrenador
Tras colgar las botas, Nunweiller se puso al servicio de entrenador del FC Dinamo de Bucarest, ejerciendo el cargo durante siete años y ganando tres Liga 1. Posteriormente también entrenó al Gloria Bistrița, FC Corvinul Hunedoara, CS Petrom Flacăra Moreni, FC Argeș Pitești, Bursaspor, FC Ceahlăul Piatra Neamț —con quien ganó una Liga II y ascendiendo así a la máxima categoría del fútbol rumano—, y finalmente al FC Baia Mare, último club que dirigió en 1999.
Falleció el 3 de febrero de 2015 a los 79 años de edad.

## Selección nacional
Jugó un total de cuarenta partidos con la selección de fútbol de Rumania. Debutó el 26 de octubre de 1958 contra Hungría en un partido amistoso. Además jugó la clasificación para la Eurocopa 1960, la clasificación para la Eurocopa 1964, la clasificación para la Eurocopa 1968 y la clasificación para la Copa Mundial de Fútbol de 1966. Además disputó cinco partidos en los Juegos Olímpicos de Tokio 1964. Jugó su último partido con la selección el 25 de junio de 1967 contra Italia.

## Clubes

### Como futbolista
| Club                  | País    | Año         | Partidos | Goles |
| --------------------- | ------- | ----------- | -------- | ----- |
| FC Dinamo de Bucarest | Rumania | 1956 - 1967 | 252      | 19    |
| Fenerbahçe SK         | Turquía | 1967 - 1970 | 91       | 7     |
| FC Dinamo de Bucarest | Rumania | 1970 - 1972 | 35       | 0     |

### Como entrenador
| Club                     | País    | Año         |
| ------------------------ | ------- | ----------- |
| FC Dinamo de Bucarest    | Rumania | 1972 - 1979 |
| Gloria Bistrița          | Rumania | 1981 - 1983 |
| FC Corvinul Hunedoara    | Rumania | 1984 - 1986 |
| CS Petrom Flacăra Moreni | Rumania | 1986 - 1989 |
| FC Argeș Pitești         | Rumania | 1990        |
| Bursaspor                | Turquía | 1990 - 1991 |
| FC Ceahlăul Piatra Neamț | Rumania | 1992 - 1993 |
| FC Baia Mare             | Rumania | 1998 - 1999 |

## Palmarés

### Como futbolista

#### Campeonatos nacionales
| Título               | Club                  | País    | Año  |
| -------------------- | --------------------- | ------- | ---- |
| Liga 1               | FC Dinamo de Bucarest | Rumania | 1962 |
| Liga 1               | FC Dinamo de Bucarest | Rumania | 1963 |
| Liga 1               | FC Dinamo de Bucarest | Rumania | 1964 |
| Liga 1               | FC Dinamo de Bucarest | Rumania | 1965 |
| Copa de Rumania      | FC Dinamo de Bucarest | Rumania | 1964 |
| Superliga de Turquía | Fenerbahçe SK         | Turquía | 1968 |
| Superliga de Turquía | Fenerbahçe SK         | Turquía | 1970 |
| Copa de Turquía      | Fenerbahçe SK         | Turquía | 1968 |
| Supercopa de Turquía | Fenerbahçe SK         | Turquía | 1968 |
| Liga 1               | FC Dinamo de Bucarest | Rumania | 1971 |

### Como entrenador

#### Campeonatos nacionales
| Título  | Club                     | País    | Año  |
| ------- | ------------------------ | ------- | ---- |
| Liga 1  | FC Dinamo de Bucarest    | Rumania | 1973 |
| Liga 1  | FC Dinamo de Bucarest    | Rumania | 1975 |
| Liga 1  | FC Dinamo de Bucarest    | Rumania | 1977 |
| Liga II | FC Ceahlăul Piatra Neamț | Rumania | 1993 |